# Nebezpečná partie
Nebezpečná partie (v originále La Diagonale du fou) je francouzsko-švýcarský hraný film z roku 1984, který režíroval Richard Dembo podle vlastního scénáře. Snímek měl premiéru 25. dubna 1984. Děj filmu je založen na podobné konfrontaci, která se odehrála v roce 1978 a v roce 1981 mezi Anatolijem Karpovem a Viktorem Korčnojem.

## Děj
Pavius Fromm je mladý šachový génius. Litevec uprchl ze své země zpoza železné opony a nyní žije na Západě. Ve finále mistrovství světa v šachu ve Švýcarsku se musí utkat s mnohem starším krajanem Liebskindem, který má podporu sovětského režimu.

## Obsazení
| Michel Piccoli      | Akiva Liebskind              |
| Alexandre Arbatt    | Pavius Fromm                 |
| Liv Ullmannová      | Marina Fromm                 |
| Leslie Caronová     | Henia Liebskind              |
| Daniel Olbrychski   | Tac-Tac, přítel Liebskind    |
| Michel Aumont       | Kerossian, přítel Liebskinda |
| Wojciech Pszoniak   | Felton                       |
| Jean-Hugues Anglade | Miller                       |
| Hubert Saint-Macary | Foldes                       |
| Pierre Michael      | Yachvili                     |
| Serge Avédikian     | Fadenko                      |
| Pierre Vial         | Anton Heller                 |
| Bernhard Wicki      | Puhl                         |
| Jacques Boudet      | Stuffli                      |
| Benoît Régent       | Barabal                      |
| Sylvie Granotier    | Dombert                      |

## Ocenění
- Cena Louise Delluca
- Oscar: nejlepší cizojazyčný film
- César: nejlepší filmový debut
- Prix de l'Académie nationale du cinéma